# Liste der Orgeln im Landkreis Meißen
In der Liste der Orgeln im Landkreis Meißen sind die erhaltenen historischen Pfeifenorgeln sowie Orgelneubauten in der Stadt Meißen und im Landkreis Meißen erfasst. Die Liste ergänzt den Hauptartikel Orgellandschaft Sachsen, wo sich weitere Literatur findet.

## Orgelliste
Die erste Spalte zeigt den Ort (Stadt, Stadtteil, Gemeinde bzw. Ortsteil) an. Die zweite Spalte gibt das jeweilige Gebäude (Kirche) an, in der sich die Orgel befindet. In der vierten Spalte sind der Erbauer der Orgel (und die Opuszahl des Werks) angeführt. In der sechsten Spalte bezeichnet die römische Zahl die Anzahl der Manuale, ein großes „P“ ein selbstständiges Pedal. Die arabische Zahl gibt die Anzahl der klingenden Register an. Die letzte Spalte bietet Angaben zum Erhaltungszustand sowie Links mit weiterführender Information.
| Ort                                      | Gebäude                                   | Bild | Orgelbauer                                                  | Jahr    | Manuale | Register | Bemerkungen                                                                                                   |
| ---------------------------------------- | ----------------------------------------- | ---- | ----------------------------------------------------------- | ------- | ------- | -------- | --- |
| Meißen                                   | Meißner Dom (Lage)                        |      | Hermann Eule, Bautzen, Opus 400                             | 1972    | III/P   | 40       | → Orgel bzw. hier                                                                                             |
| Meißen                                   | Meißner Dom                               |      | Andreas J. Schiegnitz, Albsheim                             | 2015    | I       | 4        | Truhenorgel im hohen Chor                                                                                     |
| Meißen                                   | Meißner Dom, Westchor                     |      | Jehmlich, Dresden                                           | 1953    | I/P     | 5        | sowie ein Orgelpositiv (Jehmlich, um 1953) im Kapitelsaal                                                     |
| Meißen                                   | Meißner Dom                               |      | Schlag & Söhne, Schweidnitz                                 | 1885    | II/P    | 6        | Übinstrument → Orgelpositiv                                                                                   |
| Meißen                                   | Frauenkirche (Lage)                       |      | Jehmlich, Dresden, Opus 550                                 | 1937    | III/P   | 58       | 1929/30 als Opus 447, 1937 umdisponiert und erweitert als Opus 550, 2019–2021 restauriert → Orgel bzw. hier   |
| Meißen                                   | St. Afra Meißen (Lage)                    |      | Hermann Eule, Bautzen, Opus 115                             | 1907    | II/P    | 44       | → Orgel |
| Meißen-Obermeisa                         | Wolfgangskapelle Obermeisa (Lage)         |      | Gustav Steinmann, Vlotho                                    | 1940    | II/P    | 7        | [ 3 ] |
| Meißen-Triebischtal                      | Lutherkirche Meißen (Lage)                |      | Friedrich Nikolaus Jahn, Dresden                            | 1845    | II/P    | 25       | seit 1989 in Meißen → Orgel                                                                                   |
| Meißen-Triebischtal                      | St. Benno Meißen (Lage)                   |      | Julius Jahn, Dresden                                        | 1887    | II/P    |          | [ 4 ] |
| Meißen-Triebischtal                      | Porzellanmanufaktur Meißen (Lage)         |      | Jehmlich, Dresden, Opus 1140                                | 2000    | I       | 4        | → Truhenorgel bzw. hier                                                                                       |
| Meißen-Cölln                             | Johanneskirche Meißen-Cölln (Lage)        |      | Jehmlich, Dresden                                           | 1898    | II/P    | 32       | Orgel mit 1890 Pfeifen, 1952–1956 umgebaut, 2016 saniert → Orgel                                              |
| Meißen-Cölln                             | Johanneskapelle Meißen-Cölln (Lage)       |      | Jehmlich, Dresden                                           | 1910    | I/P     | 5        | [ 3 ] |
| Meißen-Zscheila                          | Trinitatiskirche Zscheila (Lage)          |      | Hermann Eule, Bautzen, Opus 166                             | 1928    | II/P    | 33       | 1978 generalüberholt → Orgel bzw. hier                                                                        |
| Gröditz                                  | Kirche Gröditz (Lage)                     |      | Bruno Kircheisen, Dresden                                   | 1891    | II/P    | 12       | [ 3 ] |
| Nauwalde, OT von Gröditz                 | Dorfkirche Nauwalde (Lage)                |      | Schuster & Sohn, Zittau                                     | 1905    | II/P    | 16       | [ 3 ] |
| Spansberg, OT von Gröditz                | Dorfkirche Spansberg (Lage)               |      | Mitteldeutscher Orgelbau A. Voigt, Bad Liebenwerda, Opus 60 | um 1922 | I/P     | 8        | [ 3 ] |
| Nieska, OT von Gröditz                   | Dorfkirche Nieska (Lage)                  |      | Gottlob Heinrich Nagel, Großenhain                          | 1862    | I/P     | 8        | [ 3 ] |
| Strehla                                  | Stadtkirche Strehla (Lage)                |      | Jehmlich, Dresden                                           | 1909    | II/P    | 24       | 2005 Umbau durch Johannes Lindner → Orgel bzw. hier Orgel in Organindex                                       |
| Paußnitz                                 | St.-Thomas-Kirche Paußnitz (Lage)         |      | Conrad Geißler, Eilenburg                                   | 1894    | II/P    | 15       | → Orgel |
| Lorenzkirch                              | St. Laurentius Lorenzkirch (Lage)         |      | Jehmlich, Dresden, Opus 7                                   | 1859    | II/P    | 16       | Orgel in Organindex                                                                                           |
| Gohlis, OT von Zeithain                  | Kirche Gohlis (Lage)                      |      | Emil Wiegand, Witznitz                                      | 1861    | I/P     | 10       | [ 3 ] |
| Kreinitz, OT von Zeithain                | St. Katharina Kreinitz (Lage)             |      | Hermann Eule, Bautzen, Opus 66                              | 1895    | II/P    | 13       | → Orgel |
| Jacobsthal, OT von Zeithain              | St. Jacobus Jacobsthal (Lage)             |      | Hermann Eule, Bautzen, Opus 82                              | 1899    | II/P    | 17       | [ 3 ] |
| Wülknitz                                 | Kirche Wülknitz (Lage)                    |      | Gottlob Heinrich Nagel, Großenhain                          | 1863    | I/P     | 11       | [ 3 ] |
| Lichtensee, OT von Wülknitz              | Dorfkirche Lichtensee (Lage)              |      | Gottlob Heinrich Nagel, Großenhain                          | 1858    | II/P    | 12       | [ 3 ] |
| Tiefenau, OT von Wülknitz                | Schlosskapelle Tiefenau (Lage)            |      | Gottfried Silbermann, Freiberg                              | um 1728 | I       | 9        | → Orgel bzw. hier                                                                                             |
| Koselitz, OT von Röderaue                | Dorfkirche Koselitz (Lage)                |      | Hermann Lahmann, Leipzig                                    | 1957    | II/P    | 7        | [ 3 ] |
| Frauenhain                               | Dorfkirche Frauenhain (Lage)              |      | Richard Kreutzbach, Borna                                   | 1897    | II/P    | 15       | → Orgel |
| Riesa                                    | Klosterkirche Riesa (Lage)                |      | Friedrich Nikolaus Jahn, Dresden                            | 1849    | II/P    | 25       | → Orgel |
| Riesa                                    | Trinitatiskirche Riesa (Lage)             |      | Jehmlich, Dresden                                           | 1897    | III/P   | 60       | → Orgel |
| Riesa                                    | St. Barbara Riesa (Lage)                  |      |                                                             |         |         |          | [ 6 ] |
| Gröba, OT von Riesa                      | Kirche Gröba (Lage)                       |      | Julius Jahn, Dresden                                        | 1907    | II/P    | 24       | → Orgel |
| Pausitz, OT von Riesa                    | St. Martinskirche Pausitz (Lage)          |      | Jehmlich, Dresden                                           | 1912    | II/P    | 21       | [ 3 ] |
| Riesa-Leutewitz                          | Kirche Leutewitz (Lage)                   |      | Johann Georg Friedlieb Zöllner, Wermsdorf                   | 1817    | I/P     | 10       | [ 3 ] |
| Weida, OT von Riesa                      | Kirchsaal Weida (Lage)                    |      | Jehmlich, Dresden, Opus 941                                 | 1974    | I       | 4        | Orgelpositiv                                                                                                  |
| Riesa-Mautitz                            | Dorfkirche Mautitz (Lage)                 |      | Franz Emil Keller                                           | 1877/78 | I       | 4        | → Orgel |
| Bloßwitz, OT von Stauchitz               | Kirche Bloßwitz (Lage)                    |      | Johann Gotthilf Bärmig, Werdau                              | 1862    | II/P    | 17       | → Orgel |
| Röderau, OT von Zeithain                 | Kirche Röderau (Lage)                     |      | Jehmlich, Dresden                                           | 1903    | II/P    | 17       | [ 3 ] |
| Zeithain                                 | St. Michael Zeithain (Lage)               |      | Alfred Schmeisser, Rochlitz                                 | 1927    | II/P    | 21       | [ 3 ] |
| Glaubitz                                 | Kirche Glaubitz (Lage)                    |      | Franz Emil Keller, Ostrau b. Döbeln, Opus 17                | 1893    | II/P    | 15       | [ 3 ] |
| Zschaiten, OT von Nünchritz              | Kirche Zschaiten (Lage)                   |      | Alfred Schmeisser, Rochlitz                                 | 1895    | II/P    | 9        | [ 3 ] |
| Görzig, OT von Großenhain                | Kirche Görzig (Lage)                      |      | Gottlob Heinrich Nagel, Großenhain                          | 1848    | I/P     | 7        | [ 3 ] |
| Zabeltitz                                | St. Georgen Zabeltitz (Lage)              |      | Richard Kreutzbach, Borna, Opus 95                          | 1898    | II/P    | 13       | 1989 restauriert → Orgel                                                                                      |
| Colmnitz, OT von Großenhain              | Dorfkirche Colmnitz (Lage)                |      | Jehmlich, Dresden\|                                         | 1913    | II/P    | 9        | 1958 restauriert → Orgel                                                                                      |
| Bauda, OT von Großenhain                 | Kirche Bauda (Lage)                       |      | Jehmlich, Dresden, Opus 27                                  | 1858    | II/P    | 18       | → Orgel |
| Walda, OT von Großenhain                 | Kirche Walda (Lage)                       |      | Reinhard Schmeisser, Rochlitz                               | 1972    | I       | 5        | [ 3 ] |
| Wildenhain, OT von Großenhain            | Kirche Wildenhain (Lage)                  |      | Urban Kreutzbach, Borna, Opus 65                            | 1862    | II/P    | 21       | → Orgel |
| Skassa, OT von Großenhain                | Dorfkirche Skassa (Lage)                  |      | Johann Christian Pfennig, Kröbeln bei Bad Liebenwerda       | 1758    | I/P     | 11       | [ 3 ] |
| Großenhain                               | Marienkirche Großenhain (Lage)            |      | Jehmlich, Dresden, Opus 168                                 | 1901    | III/P   | 52       | Orgel mit 3758 Pfeifen → Orgel bzw. hier                                                                      |
| Großenhain                               | Marienkirche Großenhain                   |      | Jehmlich, Dresden, Opus 700                                 | 1954    | I       | 4        | → Orgelpositiv                                                                                                |
| Großenhain                               | St. Katharina Großenhain (Lage)           |      | Jehmlich, Dresden, Opus 832                                 | 1967    | I/P     | 7        | → Orgel |
| Skäßchen, OT von Großenhain              | Dorfkirche Skäßchen (Lage)                |      | Hermann Eule, Bautzen, Opus 100                             | 1904    | II/P    | 13       | [ 3 ] |
| Strauch, OT von Großenhain               | Dorfkirche Strauch (Lage)                 |      | Jehmlich, Dresden, Opus 780                                 | 1962    | I/P     | 7        | [ 3 ] |
| Oelsnitz-Niegeroda, OT von Lampertswalde | Kirche Oelsnitz (Lage)                    |      | Gottlob Heinrich Nagel, Großenhain                          | 1872    | II/P    | 19       | → Orgel |
| Blochwitz, OT von Lampertswalde          | Dorfkirche Blochwitz (Lage)               |      | Christian Friedrich Raspe, Liebenwerda                      | 1864    | I/P     | 9        | → Orgel |
| Linz, OT von Schönfeld                   | Kirche Linz (Lage)                        |      | Hermann Eule, Bautzen, Opus 114                             | 1907    | II/P    | 10       | [ 3 ] |
| Ponickau, OT von Thiendorf               | Kirche zum Heiligen Kreuz Ponickau (Lage) |      | Gottlob Heinrich Nagel, Großenhain                          | 1867    | II/P    | 17       | → Orgel |
| Lampertswalde                            | Martinskirche Lampertswalde (Lage)        |      | Leopold Kohl, Bautzen                                       | 1861    | II/P    | 18       | [ 3 ] |
| Schönfeld                                | Kirche Schönfeld (Lage)                   |      | Karl Traugott Stöckel, Dippoldiswalde                       | 1878    | II/P    | 14       | [ 3 ] |
| Sacka, OT von Thiendorf                  | Kirche Sacka (Lage)                       |      | Julius Jahn, Dresden                                        | 1902    | II/P    | 11       | [ 3 ] |
| Dobra, OT von Thiendorf                  | Kirche Dobra (Lage)                       |      | Friedrich Gotthelf Pfützner, Cölln b. Meißen                | 1848    | I/P     | 10       | [ 3 ] |
| Würschnitz, OT von Thiendorf             | Kirche Würschnitz (Lage)                  |      | Christian Friedrich Raspe, Liebenwerda                      | 1870    | II/P    | 12       | [ 3 ] |
| Staucha, OT von Stauchitz                | St. Johanniskirche Staucha (Lage)         |      | Franz Emil Keller, Ostrau b. Döbeln                         | 1869/70 | II/P    | 27       | Orgel in der St. Johanneskirche Staucha                                                                       |
| Mehltheuer, OT von Hirschstein           | Kirche Mehltheuer (Lage)                  |      | Franz Emil Keller, Ostrau b. Döbeln                         | 1889    | II/P    | 14       | [ 3 ] |
| Prausitz, OT von Hirschstein             | Kirche Prausitz (Lage)                    |      | Jehmlich, Dresden, Opus 11                                  | 1863    | II/P    | 30       | [ 3 ] |
| Heyda, OT von Hirschstein                | Kirche Heyda (Lage)                       |      | Richard Kreutzbach, Borna, Opus 109                         | 1902    | II/P    | 15       | → Orgel |
| Boritz, OT von Hirschstein               | Kirche Boritz (Lage)                      |      | Richard Kreutzbach, Borna                                   | 1888    | II/P    | 16       | → Orgel bzw. hier                                                                                             |
| Merschwitz, OT von Nünchritz             | Kirche Merschwitz (Lage)                  |      | Jehmlich, Dresden                                           | 1893    | II/P    | 12       | [ 3 ] |
| Lommatzsch                               | Wenzelskirche Lommatzsch (Lage)           |      | Friedrich Traugott Kayser, Dresden                          | 1814    | II/P    | 30       | 1886 und 1931 durch die Fa. Jehmlich umgebaut → Orgel bzw. hier                                               |
| Dörschnitz, OT von Lommatzsch            | Kirche Dörschnitz (Lage)                  |      | Urban Kreutzbach, Opus 9                                    | 1872    | II/P    | 14       | 1959 restauriert → Orgel bzw. hier                                                                            |
| Striegnitz, OT von Lommatzsch            | Kirche Striegnitz (Lage)                  |      | Franz Emil Keller, Ostrau b. Döbeln                         | 1887    | II/P    | 13       | [ 3 ] |
| Neckanitz, OT von Lommatzsch             | Dorfkirche Neckanitz (Lage)               |      | Urban Kreutzbach, Opus 51                                   | 1857    | II/P    | 14       | → Orgel |
| Leuben, OT von Nossen                    | Kirche Leuben (Lage)                      |      | Franz Emil Keller, Ostrau b. Döbeln                         | 1889/90 | II/P    | 2        | [ 3 ] |
| Planitz, OT von Käbschütztal             | Kirche Planitz (Lage)                     |      | Franz Emil Keller, Ostrau b. Döbeln                         | 1891    | II/P    | 13       | → Orgel |
| Zehren                                   | St. Michaelis Zehren (Lage)               |      | Hermann Eule, Bautzen, Opus 139                             | 1913    | II/P    | 22       | [ 3 ] [ 7 ]                                                                                                   |
| Zadel, OT von Diera-Zehren               | St. Andreas Zadel (Lage)                  |      | Friedrich Nikolaus Jahn, Dresden                            | 1842    | II/P    | 22       | [ 3 ] |
| Seußlitz, OT von Diesbar-Seußlitz        | Schlosskirche Seußlitz (Lage)             |      | Jehmlich, Dresden                                           | 1905    | II/P    | 15       | [ 3 ] |
| Wantewitz, OT von Priestewitz            | St. Urban Wantewitz (Lage)                |      | Urban Kreutzbach, Borna, Opus 73                            | 1864    | II/P    | 26       | sowie ein Orgelpositiv (Jehmlich, 1956) → Orgel                                                               |
| Lenz, OT von Priestewitz                 | Kirche Lenz (Lage)                        |      | Jehmlich, Dresden                                           | 1856    | II/P    | 18       | [ 3 ] |
| Niederau                                 | St. Jakobus Niederau (Lage)               |      | Franz Emil Keller, Ostrau b. Döbeln                         | 1879    | I/P     | 9        | Orgel sowie ein Orgelpositiv (Schuster, um 1952)                                                              |
| Oberau, OT von Niederau                  | Katharinenkirche Oberau (Lage)            |      | Franz Emil Keller, Ostrau b. Döbeln                         | 1878    | I/P     | 5        | [ 3 ] |
| Gröbern, OT von Niederau                 | Kirche Gröbern (Niederau) (Lage)          |      | Johann Gotthilf Bärmig, Werdau                              | 1874    | II/P    | 21       | [ 3 ] |
| Großdobritz, OT von Niederau             | Kirche Großdobritz (Lage)                 |      | Friedrich Nikolaus Jahn, Dresden                            | 1851    | II/P    | 18       | [ 3 ] |
| Reinersdorf, OT von Ebersbach            | Kirche Reinersdorf (Lage)                 |      | Jehmlich, Dresden                                           | 1904    | II/P    | 18       | [ 3 ] |
| Ebersbach (bei Großenhain)               | Kirche Niederebersbach (Lage)             |      | Jehmlich, Dresden                                           | 1864/65 | II/P    | 19       | [ 3 ] |
| Ebersbach (bei Großenhain)               | Kirche Oberebersbach (Lage)               |      | Jehmlich, Dresden                                           | 1916    | II/P    | 26       | [ 3 ] |
| Rödern, OT von Ebersbach                 | Dorfkirche Rödern (Lage)                  |      | Jehmlich, Dresden                                           | 1909    | II/P    | 22       | [ 3 ] |
| Naunhof, OT von Ebersbach                | Kirche Naunhof (Lage)                     |      | Gottlob Heinrich Nagel, Großenhain                          | 1831    | II/P    | 16       | [ 3 ] |
| Steinbach, OT von Moritzburg             | Kirche Steinbach (Lage)                   |      | Johann Gotthilf Bärmig, Werdau                              | 1863    | I/P     | 11       | [ 3 ] |
| Bärwalde, OT von Radeburg                | Kirche Bärwalde (Lage)                    |      | Leopold Kohl, Bautzen                                       | 1867    | II/P    | 17       | [ 3 ] |
| Radeburg                                 | Stadtkirche Radeburg (Lage)               |      | Jehmlich, Dresden, Opus 64                                  | 1880    | II/P    | 21       | 2017–2019 restauriert → Orgel bzw. hier                                                                       |
| Großdittmannsdorf, OT von Radeburg       | Kirche Großdittmannsdorf (Lage)           |      | Franz Emil Keller, Ostrau b. Döbeln                         | 1899    | II/P    | 10       | → Orgel |
| Berbisdorf, OT von Radeburg              | Kirche Berbisdorf (Lage)                  |      | Carl August Schröter, Pirna                                 | 1844    | II/P    | 11       | 2003 restauriert → Orgel bzw. hier                                                                            |
| Bärnsdorf, OT von Radeburg               | Kirche Bärnsdorf (Lage)                   |      | Johann Gotthilf Bärmig, Werdau                              | 1875    | II/P    | 18       | 2019 saniert → Orgel                                                                                          |
| Moritzburg (Sachsen)                     | Moritzburger Kirche (Lage)                |      | Jehmlich, Dresden                                           | 1904    | II/P    | 24       | → Orgel |
| Moritzburg                               | Bachhaus Moritzburg (Lage)                |      | Jehmlich, Dresden, Opus 286                                 | 1955    | II/P    | 9        | [ 3 ] |
| Reichenberg, OT von Moritzburg           | Kirche Reichenberg (Lage)                 |      | Jacob Oertel, Grünhain                                      | 1760    | I/P     | 14       | 2009 generalüberholt → Orgel                                                                                  |
| Ziegenhain, OT von Nossen                | Kirche Ziegenhain (Lage)                  |      | Leopold Kohl, Bautzen                                       | 1856    | II/P    | 19       | [ 3 ] |
| Rüsseina, OT von Nossen                  | Kirche Rüsseina (Lage)                    |      | Jehmlich, Dresden, Opus 63                                  | 1871    | II/P    | 28       | → Orgel |
| Raußlitz, OT von Nossen                  | Kirche Raußlitz (Lage)                    |      | Franz Emil Keller, Ostrau b. Döbeln                         | 1889    |         |          | [ 3 ] |
| Nossen                                   | Stadtkirche Nossen (Lage)                 |      | Hermann Eule, Bautzen, Opus 180                             | 1934    | III/P   | 30       | Orgel mit 2229 Pfeifen                                                                                        |
| Deutschenbora, OT von Nossen             | Kirche Deutschenbora (Lage)               |      | Hermann Eule, Bautzen, Opus 148                             | 1914    | II/P    | 17       | → Orgel |
| Wendischbora                             | Kirche Wendischbora (Lage)                |      | Johann Gottfried Müller, Neugersdorf                        | 1834/35 | I/P     | 10       | [ 3 ] |
| Rothschönberg                            | Dorfkirche Rothschönberg (Lage)           |      | Hermann Eule, Bautzen, Opus 112                             | 1907    | II/P    | 13       | [ 11 ] |
| Heynitz                                  | Kirche Heynitz (Lage)                     |      | Jehmlich, Dresden                                           | 1894    | II/P    | 10       | [ 3 ] |
| Miltitz, OT von Klipphausen              | Kirche Miltitz (Lage)                     |      | Friedrich Nikolaus Jahn, Dresden                            | 1841    | I/P     | 8        | [ 3 ] |
| Krögis, OT von Käbschütztal              | Kirche Krögis (Lage)                      |      | Hermann Eule, Bautzen, Opus 64                              | 1895/96 | II/P    | 27       | → Orgel |
| Tanneberg, OT von Klipphausen            | Kirche Tanneberg (Lage)                   |      | Friedrich Nikolaus Jahn, Dresden                            | 1859    | I/P     | 13       | [ 3 ] |
| Burkhardswalde, OT von Klipphausen       | Dorfkirche Burkhardswalde (Lage)          |      | Hermann Eule Bautzen Opus 177                               | 1931    | II/P    | 25       | → Orgel |
| Taubenheim, OT von Klipphausen           | Kirche Taubenheim (Lage)                  |      | Friedrich Nikolaus Jahn, Dresden                            | 1866    | II/P    | 20       | [ 3 ] |
| Sora                                     | Kirche Sora (Lage)                        |      | Friedrich Nikolaus Jahn & Sohn Julius Ferdinand Friedrich   | 1874    | II/P    | 20       | Orgel |
| Naustadt, OT von Scharfenberg            | Kirche Naustadt (Lage)                    |      | Johannes Jahn, Dresden                                      | 1902    | II/P    | 24       | [ 13 ] |
| Röhrsdorf, OT von Klipphausen            | St. Bartholomäus Röhrsdorf (Lage)         |      | Mitteldeutscher Orgelbau A. Voigt, Bad Liebenwerda          | 2014    | III/P   | 21       | bis 1995 Jehmlich-Orgel, 2014 Neubau unter Verwendung von Gehäuse und Pfeifen der alten Jehmlich-Orgel (1888) |
| Constappel, OT von Gauernitz             | St. Nikolaus Constappel (Lage)            |      | Eberhard Friedrich Walcker & Cie., Ludwigsburg              | 1886    | II/P    | 13       | [ 3 ] |
| Weistropp, OT von Klipphausen            | Kirche Weistropp (Lage)                   |      | Friedrich Nikolaus Jahn, Dresden                            | 1869    | II/P    | 18       | [ 3 ] |
| Weinböhla                                | St.-Martins-Kirche Weinböhla (Lage)       |      | Georg Wünning, Großolbersdorf                               | 1994/95 | II/P    | 32       | urspr. Orgel von Jehmlich (1915), neue Orgel mit 2089 klingenden Pfeifen → Orgel bzw. hier                    |
| Brockwitz, OT von Coswig                 | Kirche Brockwitz (Lage)                   |      | Ekkehart Groß, Kubschütz                                    | 2006    | II/P    | 20       | → Orgel bzw. hier                                                                                             |
| Coswig                                   | Peter-Pauls-Kirche (Coswig) (Lage)        |      | Jehmlich, Dresden                                           | 1903    | III/P   | 46       | → Orgel bzw. hier                                                                                             |
| Coswig                                   | Alte Kirche Coswig (Lage)                 |      | unbekannt                                                   | um 1615 | I/P     | 9        | → Orgel bzw. hier                                                                                             |
| Coswig                                   | Friedhofskapelle Coswig (Lage)            |      | Hermann Eule, Bautzen, Opus 223                             | 1939    | I/P     | 6        | [ 3 ] |
| Radebeul-Kötzschenbroda                  | Friedenskirche Radebeul (Lage)            |      | Jehmlich, Dresden, Opus 423                                 | 1928    | III/P   | 52       | urspr. Orgel von 1885 erweitert, 2000 restauriert → Orgel                                                     |
| Radebeul-Kötzschenbroda                  | Friedenskirche Radebeul                   |      | Schuster & Sohn, Zittau                                     |         | I       | 4        | → Orgelpositiv                                                                                                |
| Radebeul-Kötzschenbroda                  | Luthersaal Kötzschenbroda (Lage)          |      | Jehmlich, Dresden, Opus 617                                 | 1943    | II/P    | 16       | → Orgel |
| Radebeul-Zitzschewig                     | Johanneskapelle Radebeul (Lage)           |      | Wieland Rühle, Moritzburg                                   | 1991    | I/P     | 12       | → Orgel |
| Radebeul                                 | Amalie-Sieveking-Haus (Lage)              |      | Schuster & Sohn, Zittau                                     | 1989    | II/P    | 12       | [ 3 ] |
| Radebeul                                 | Neuapostolische Kirche Radebeul (Lage)    |      | Gerhard Böhm, Gotha                                         | 1975    | I/P     | 9        | → Orgel |
| Radebeul                                 | Kirche Christus König Radebeul (Lage)     |      | Jehmlich, Dresden                                           | 1986    |         |          | → Orgel |
| Radebeul                                 | Lutherkirche (Radebeul) (Lage)            |      | Jehmlich, Dresden                                           | 1953    | III/P   | 35       | 1967 erweitert sowie ein Orgelpositiv (Emil Hammer, 1975) → Orgel Orgel in Organindex                         |